# أنطونيو لوندونو
أنطونيو لوندونو (بالإسبانية: Antonio Londoño)‏ مواليد 15 ديسمبر 1954 في ميديلين، هو دراج كولومبي سابق.

## روابط خارجية
- أنطونيو لوندونو على موقع أرشيف الدراجات (الإنجليزية)
- أنطونيو لوندونو على موقع إحصائيات الدراجات الإحترافية (الإنجليزية)